# Antonio Salvi
Antonio Salvi (Lucignano, 17 gennaio 1664 – Firenze, 21 maggio 1724) è stato un librettista italiano.

## Biografia
Salvi svolse principalmente l'attività di medico al servizio della corte ducale di Firenze. Dal 1694 iniziò a scrivere libretti per i teatri di Livorno e Firenze e tra il 1701 e 1710 rappresentò sette dei suoi lavori nella Pratolino, diventando così il librettista favorito del Gran Principe Ferdinando de' Medici. Dopo la morte di quest'ultimo, avvenuta nel 1713, Salvi allargò la sua sfera d'azione al di fuori della Toscana, toccando quindi città come Roma, Reggio Emilia, Torino, Venezia e Monaco. I suoi libretti furono musicati dai più famosi compositori dell'epoca, come Alessandro Scarlatti, Antonio Vivaldi e Georg Friedrich Händel.

## Stile
I lavori di Salvi si distinguono per mezzo della semplicità dello stile, della regolarità delle forme e dell'emotività del contenuto. In parte in questo si riflette l'influsso del teatro francese.

## Libretti
- Adelaide
- Andromaca (musicato da Antonio Sacchini, Napoli, Teatro San Carlo, 30 maggio 1761)[1]
- Arsace (musicato da Michelangelo Gasparini, Venezia, Teatro di San Giovanni Grisostomo, Carnevale 1718)
- Astianatte
- Arminio
- Berenice, regina d'Egitto (musicata prima da Giacomo Antonio Perti nel 1709 e poi da Georg Friedrich Händel nel 1737 con il nome di Berenice)
- Erighetta e Don Chilone ovvero Il malato immaginario (musicato da Leonardo Vinci 1726)
- Ginevra, principessa di Scozia (l'opera con questo titolo fu musicata da Pollarolo, in seguito il libretto fu musicato da Georg Friedrich Händel con il nome di Ariodante)
- Il pazzo per politica
- Lucio Papirio
- Rodelinda, regina de' Longobardi
- Scanderbeg (musicato da Antonio Vivaldi, 1718)